# Gary Shteyngart
Gary Shteyngart, ameriško-ruski pisatelj, * 1972, Leningrad.

## Življenje
Rusko-ameriški pisatelj Gary Shteyngart se je rodil leta 1972 v Leningradu, pri sedmih letih pa se je s starši odselil v Združene države Amerike in zdaj živi v New Yorku.
2003 je izšel Priročnik ruske debitantke, prvenec, ki je vzbudil veliko pozornosti pri kritikih ter požel uspeh pri bralcih.
Absurdistan, Shteyngartov drugi roman, se je povzpel na lestvice najbolj uspešnih knjig leta 2006. Bralce in kritike je pritegnil s spretno obravnavo sodobnih tem, obilno zabeljeno s črnim humorjem v slogu zgodnjega Woodyja Allena.